# Kfar Maas
Kfar Maas (Hebreeuws: כְּפַר מַעַשׂ (Aktiedorp)) is een mosjav die deel uitmaakt van de regionale raad van Drom HaSjaron. Het dorp ligt in de buurt van de stad  Petach Tikwa in de staat Israël. In 2012 telde het 730 inwoners.
De nederzetting werd in 1934 gesticht door het samengaan van de gemeenschappen BeHadraga en HaYovel. De moshav heeft een zwembad, een bibliotheek, een Asjkenazische en een Sefardische synagoge.

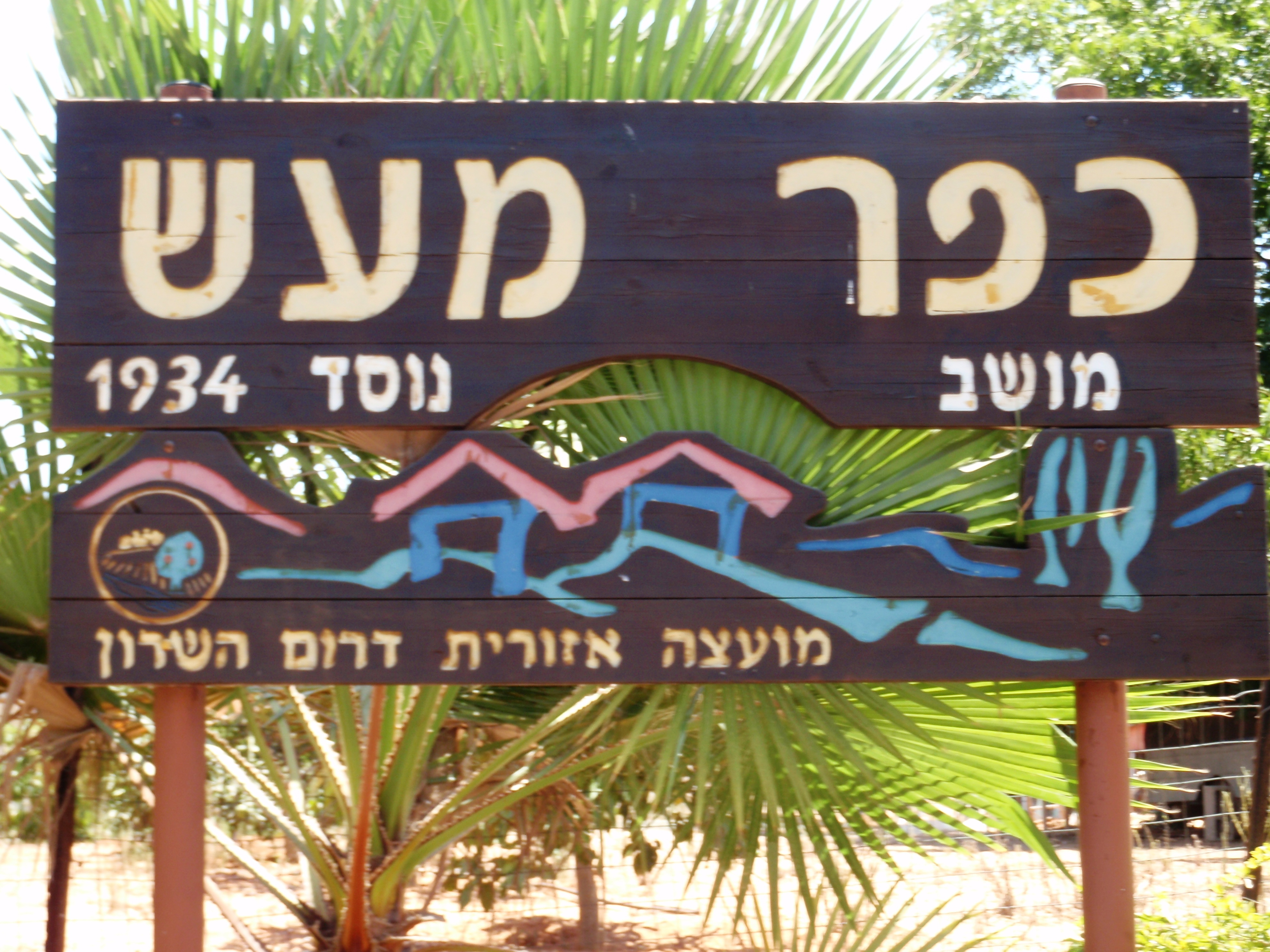
Ingang van Kfar Maas
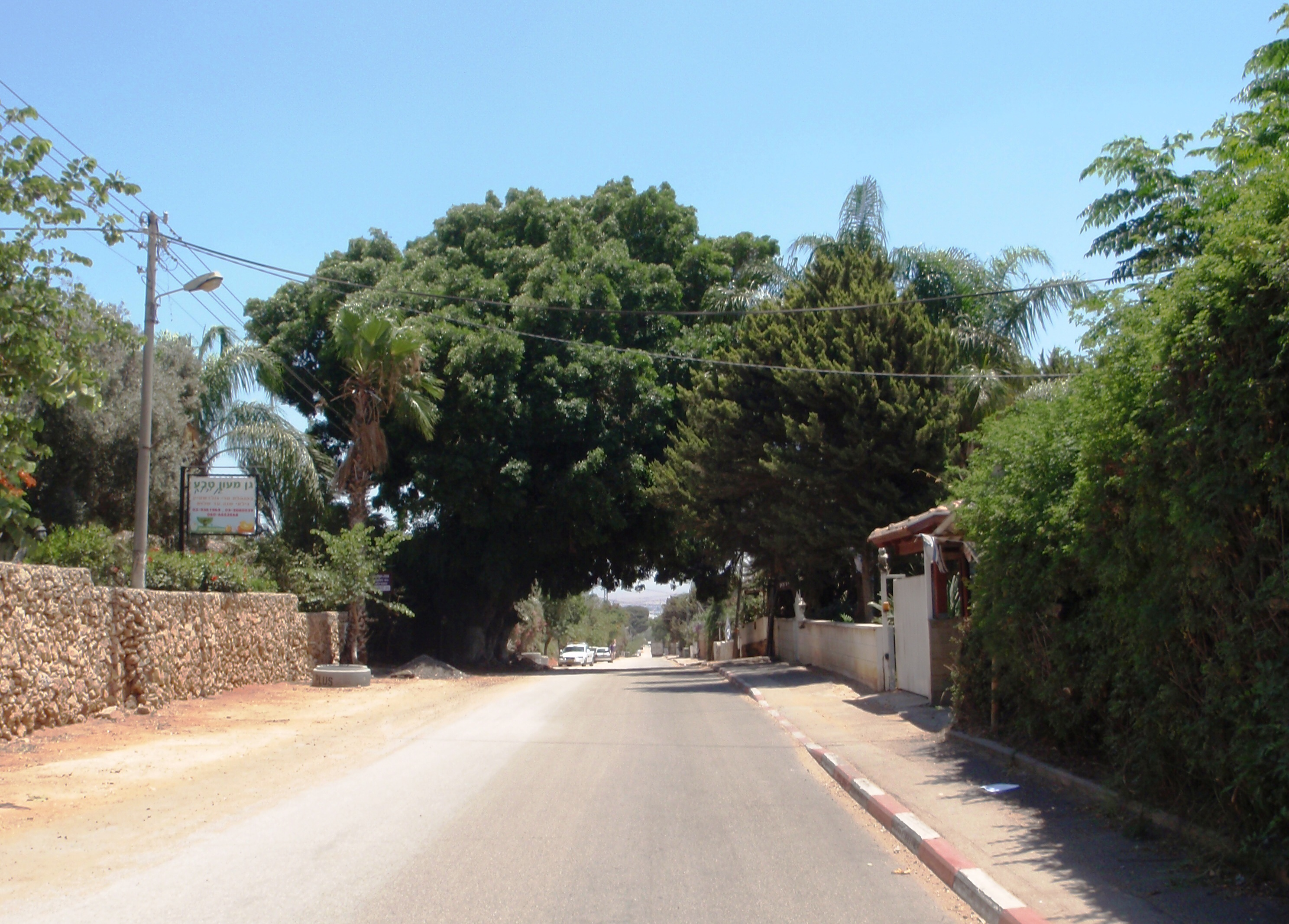
Straat in Kfar Maas